# Kühnhausen (Erfurt)
Kühnhausen, Erfurt-Kühnhausen – dzielnica miasta Erfurt w Niemczech, w kraju związkowym Turyngia. 